# Eclissi solare del 30 maggio 1965
L'eclissi solare del 30 maggio 1965 è un evento astronomico che ha avuto luogo il suddetto giorno attorno alle ore 21.17 UTC. L'eclissi, di tipo totale, è avvenuta principalmente sul mare ma è stata visibile in alcune parti dell'Oceania (Nuova Zelanda), del Centro America, del Sud America (Perù) e dell'Oceano Pacifico
La durata della fase massima dell'eclissi è stata di 5 minuti e 15 secondi e l'ombra lunare sulla superficie terrestre raggiunse una larghezza di 198 km.Il punto di massima totalità era in mare, lontano da qualsiasi terra emersa.
L'eclissi del 30 maggio 1965 è stata la prima eclissi solare nel 1965 e la 150ª nel XX secolo. La precedente eclissi solare si era verificata il 4 dicembre 1964, la seguente il 23 novembre 1965.

## Percorso e visibilità
L'evento è iniziato all'alba locale del 31 maggio nel Mar di Tasmania orientale e circa 220 chilometri a sud-ovest dell'isola del Nord, Nuova Zelanda. Quindi l'ombra della luna si è spostata a nord-est attraverso la penisola di Northland, attraversando la Linea internazionale del cambio di data e coprendo Le Isole Cook, un territorio della Nuova Zelanda (ora uno stato associato della Nuova Zelanda) e alcune isole della Polinesia francese, raggiungendo il punto di massima totalità  nell'oceano a circa 900 chilometri a nord-est delle Isole Marchesi. Successivamente, l'ombra ha continuato a spostarsi su una lunga superficie oceanica, virando gradualmente per spostarsi a sud-est, e infine ha lasciato la superficie dopo aver toccato una piccola parte della costa del Perù al tramonto del 30 maggio.

## Osservazioni
Nuova Zelanda, Australia, Regno Unito, Stati Uniti, Germania, Giappone, Unione Sovietica e altri paesi hanno inviato squadre di osservazione nell'atollo di Manuae nelle Isole Cook per osservare l'eclissi solare totale. Il governo della Nuova Zelanda ha disposto navi per il trasporto di passeggeri dall'isola di Rarotonga, dove si trova Avarua, la capitale delle Isole Cook, all'atollo di Manuae. L'atollo ha una superficie totale di 1524 ettari e vi vivono solo pochi lavoratori della copra. Durante l'eclissi solare totale c'erano solo 85 scienziati sull'atollo, oltre ai loro assistenti. Tuttavia, il sole è stato bloccato dalle nuvole durante l'eclissi e l'osservazione non ha avuto successo.  Nella parte settentrionale dell'Isola del Nord della Nuova Zelanda, l'eclissi solare totale si è verificata poco dopo l'alba del 31 maggio, ora locale. Sebbene la sera precedente il cielo fosse nuvoloso, l'evento di eclissi è stato visto con successo. Alcuni scienziati hanno lanciato razzi in aria per ottenere dati di osservazione ad alta quota.

## Eclissi correlate

### Eclissi solari 1964 - 1967
Questa eclissi è un membro di una serie semestrale. Un'eclissi in una serie semestrale di eclissi solari si ripete approssimativamente ogni 177 giorni e 4 ore (un semestre) in nodi alternati dell'orbita della Luna.

### Ciclo di Saros 127
L'evento fa parte del ciclo di Saros 127, che si ripete ogni 18 anni, 11 giorni, contenente 82 eventi. La serie iniziò con un'eclissi solare parziale il 10 ottobre 991 d.C. Contiene eclissi totali dal 14 maggio 1352 al 15 agosto 2091. Non ci sono eclissi anulari in questa serie. La serie termina al membro 82 con un'eclissi parziale il 21 marzo 2452. La durata più lunga della totalità è stata di 5 minuti e 40 secondi il 30 agosto 1532. Tutte le eclissi di questa serie si verificano nel nodo ascendente della Luna.